# テキサス・スターパーティー
テキサス・スターパーティー(Texas Star Party:TSP)はステラフィン(Stellafane)などと並んで、アメリカ合衆国では最も主要なアマチュア天文家の集会である。
科学番組『Earth & Sky』のプロデューサー、ホストを長く務めたデボラ・バードの企画で、1979年8月に、マクドナルド天文台近くのデービスマウンテン州立公園に50人から100人のアマチュア天文家が集まったことから始まった。1983年からは、フォート・デイビス近くのプルード大牧場に会場が移り、1997年を除いて、プルード牧場で毎年4月の終わりか5月の新月の時期に開催される。天体観測、天体撮影会や天文写真のコンテストや、講演会、天文台の見学ツアーが行われ、たくさんの天文機器メーカー製の望遠鏡や、ホーム・ビルドの望遠鏡・観測機器を見ることができる。光害を減らす運動を支援していることでも知られている。
ローウェル天文台で発見された、小惑星(4932)Texstapaは、1996年5月に、テキサス・スターパーティーの18周年記念で命名された。